# 罗德·弗里曼
罗德尼·李·弗里曼（英語：Rodney Lee Freeman，1950年11月5日—），美国NBA联盟前职业篮球运动员。他在1973年的NBA选秀中第11轮第1顺位被费城76人选中。